# Chiesa di Santa Maria Maggiore (Dorno)
La chiesa di Santa Maria Maggiore è la parrocchiale di Dorno, in provincia di Pavia e diocesi di Vigevano; fa parte del vicariato di Cava Manara.

## Storia
Sembra che a Dorno fosse esistente una chiesa dotata di fonte battesimale già nel V secolo. Tuttavia, la prima citazione che ne attesta la presenza è in un documento datato 9 giugno 1187. Un'ulteriore menzione è del 1322 e dalla relazione di una visita pastorale del 1460 si desume che fosse una collegiata e che il numero dei chierici fosse intanto arrivato a nove.
Dalla pieve di Dorno, che faceva parte della diocesi di Pavia, si originarono poi le parrocchie di Alagna, Gropello, Parasacco, Sannazzaro de' Burgondi, Scaldasole, di Zinasco, di Zerbolò, e di San Martino de Laveno. Quest'ultima fu soppressa nel XV secolo in seguito alla distruzione del paese, dovuta ad un'esondazione del Po.
Secondo registri del 1576, nella pieve foraniale di Dorno erano comprese le parrocchie di Alagna, Scaldasole, Ferrera, Sabbione, San Nazzaro, Pieve Albignola, Borgo San Siro, Gambolò, Zinasco, Sairano, Sommo, Torre de' Torti, Carbonara, Gropello, Garlasco, Zerbolò, Parasacco, Tromello, Ottobiano e Valeggio.
Nel 1635 furono realizzati l'altare maggiore e quelli laterali di San Francesco e del Sepolcro in stile barocco.
Nel 1810 la collegiata venne soppressa; nel 1817 Papa Pio VII separò il vicariato di Dorno dalla diocesi di Pavia, lo assegnò alla diocesi di Vigevano e lo ridusse territorialmente, istituendo i nuovi vicariati di Sannazzaro e di Garlasco.
Attorno alla metà del XIX secolo iniziò la demolizione del precedente edificio e venne posta la prima pietra della nuova parrocchiale. I lavori terminarono intorno al 1880 e fu consacrata dal vescovo Pietro Giuseppe de Gaudenzi il 1º settembre 1889.
Nel 1971 il vicariato di Dorno venne soppresso e aggregato alla zona pastorale III e poco dopo entrò a far parte del vicariato di Sannazzaro.

## Descrizione

### Esterno
La pieve venne edificata in stile romanico e nel XVI secolo fu ristrutturata. In tale occasione una torre del castello a fianco del quale sorgeva la chiesa venne adattata a campanile.

### Interno
L'interno conserva opere di pregio come una tela raffigurante la Mater amabilis, l'altare del Compianto, realizzato in una scuola lombarda del XVIII secolo, un affresco del Cristo Re, l'altare del Sacro Cuore di Gesù oltre ad una statua ottocentesca della Madonna del Rosario posta sull'omonimo altare ed una pala con le Tentazioni di Sant'Antonio Abate, olio sul tela della fine del XIX secolo.